# Język taushiro
Język taushiro (pinche, pinchi) – język o nieustalonej przynależności językowej. Jest niemal wymarły. Został wyparty przez języki hiszpański i keczua. Posługuje się nim jedna osoba w Peru (miejscowość Intuto, w regionie Loreto obok Ekwadoru).